# Akim Aliu
Akim Aliu, född 24 april 1989, är en nigerianskfödd kanadensisk-ukrainsk professionell ishockeyspelare som spelar för Karlskrona HK i SHL.
Han har tidigare spelat för HK Amur Chabarovsk i KHL, Calgary Flames i NHL och AIK i SHL. 
Han draftades i andra rundan i 2007 års draft av Chicago Blackhawks som 56:e spelare totalt.